# Erz

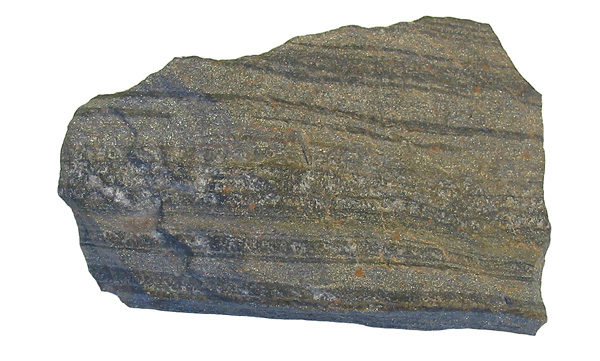
Eisenerz (Bändererz)

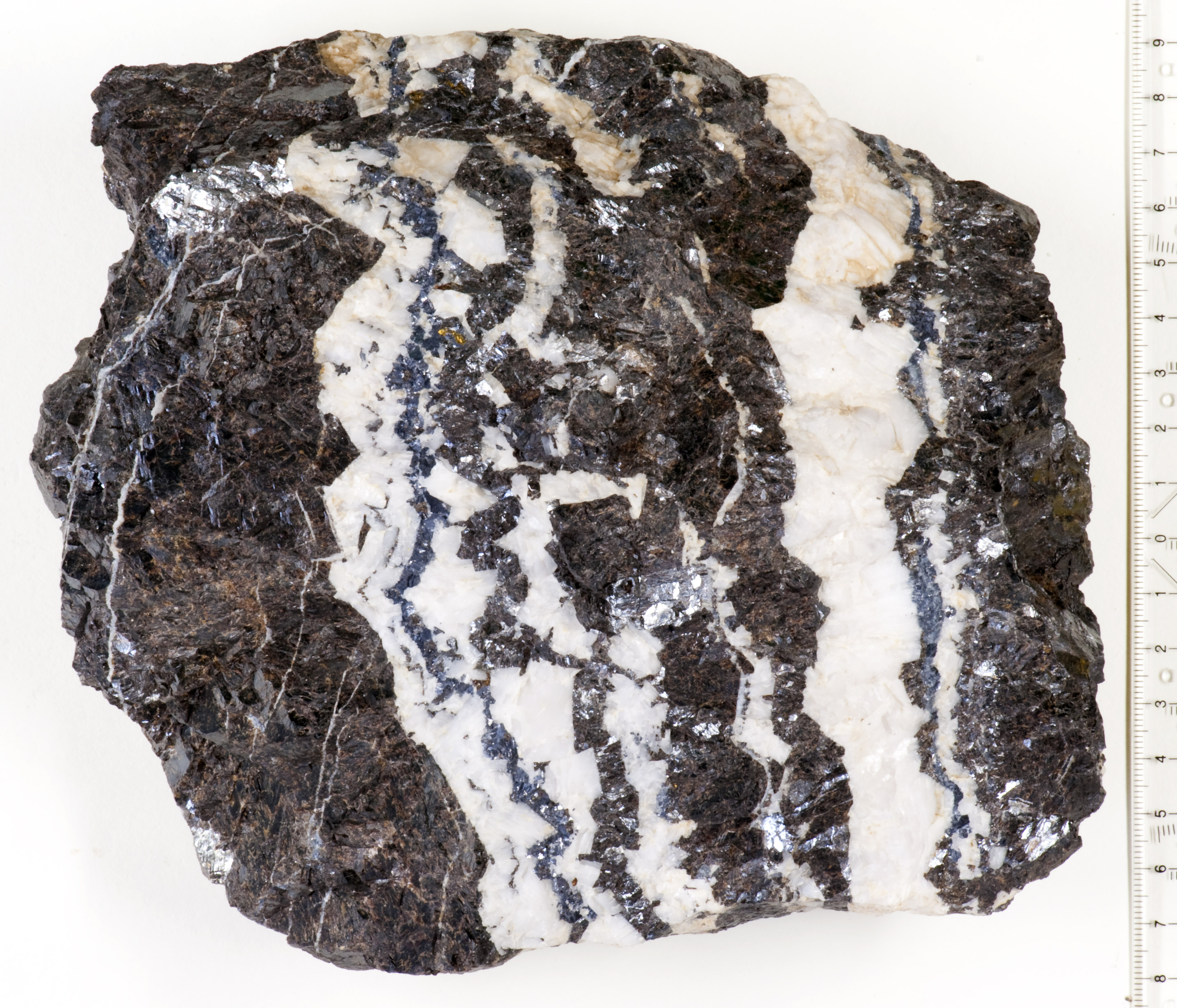
Banderz aus Bad Grund mit Sphalerit (braun) und Galenit (dunkelgrau) als Erzminerale und Calcit (weiß) als Gangartmineral

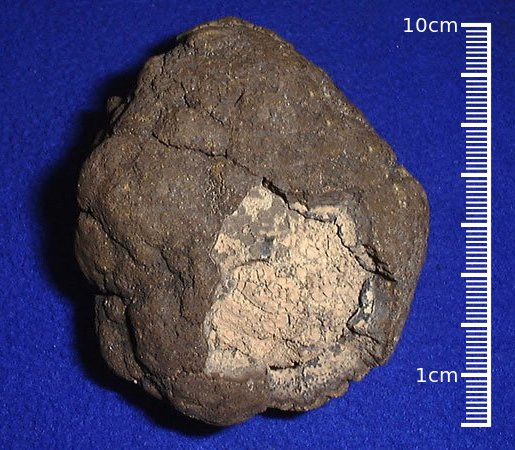
Manganerz

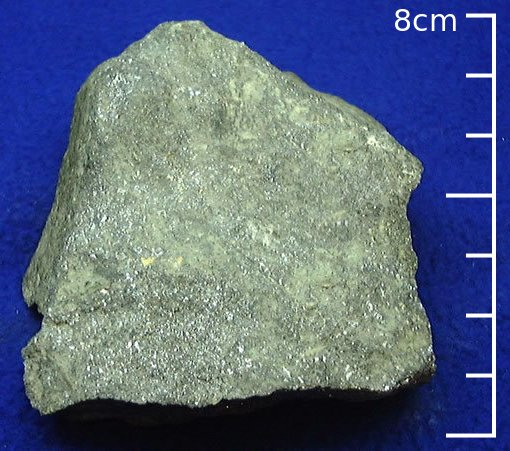
Bleierz

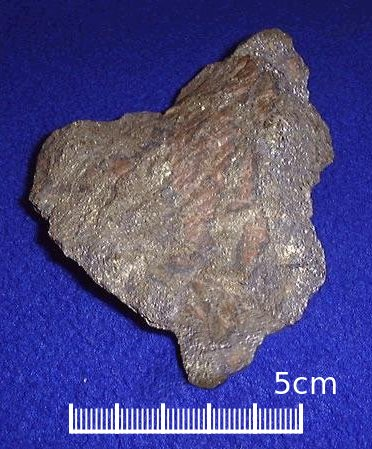
Golderz

Erz (Plural Erze) ist ein in der Erdkruste vorkommendes Metall/Mineralgemisch. Erze werden bergmännisch abgebaut, um die darin enthaltenen Metalle zu gewinnen. Erze sind Grund- oder Rohstoffe.
Erz besteht aus den zu verwertenden Erzmineralen und der nicht verwertbaren Gangart. Die Art der Gewinnung bzw. des Abbaus, ober- oder unterirdisch, wird von seinem geologischen Vorkommen und vom technologischen Fortschritt des Bergbaues, bestimmt.
Aus Erz hergestellte Produkte werden als erzen oder ehern (wie mittelhochdeutsch ērīn oder ēren, von ēr „Kupfer, Erz“) im Sinne von „aus Metall bestehend“ (meist Eisen oder Kupfer) bezeichnet, wobei Erze seit der Antike nicht immer von Metallen unterschieden wurden.

## Etymologie und Definitionen
Das Wort „Erz“ stammt von althochdeutsch aruz(zi), im Sinne von „Erz“ bzw. „(unbearbeitetes) Metall“, ist verwandt mit lateinisch aes (mittellateinisch auch es) und im Ursprung möglicherweise eine Entlehnung von sumerisch urud(u), „Kupfer“.
Es gab auch die Theorie, dass sich das Wort von der antiken etruskischen Stadt Arezzo ableitet, die einst Arretium genannt wurde. Frühe Kontakte mit der etruskischen Bevölkerung, die sehr geschickt in der Eisenverarbeitung war, hätten das Wort Arretium weitergegeben, das durch Metaphonie und die Zweite Lautverschiebung später zu Erz wurde.
Erz ist heute ein Begriff aus der Ökonomie. Ob ein Mineralvorkommen als Erzlagerstätte bezeichnet wird, hängt einzig von der Wirtschaftlichkeit des Abbaus ab. Deshalb können Mineralvorkommen, die nicht wirtschaftlich gewinnbar sind, unter veränderten Bedingungen als Lagerstätten eingestuft und dann abgebaut werden.

„Erze sind natürlich vorkommende Mineralaggregate von wirtschaftlichem Interesse, aus denen durch Bearbeitung ein oder mehrere Wertbestandteile extrahiert werden können. Meistens sind dies Minerale, die mehr oder weniger metallische Bestandteile enthalten.“

Dennoch ist der Begriff im allgemeinen Sprachgebrauch hauptsächlich mit metallischen Komponenten assoziiert. Die Definition nach James F. Kemp 1909 ist im Prinzip nach wie vor gültig:

„Erz ist ein mehr oder weniger mit Gangart verwachsenes, metallhaltiges Mineral oder Mineralgemenge, das - vom Standpunkt des Bergmanns oder Aufbereiters betrachtet - mit Gewinn abgebaut, bzw. gewinnbringend weiterverarbeitet werden kann. Die Frage, ob ein Metall oder mehrere Metalle Gewinn abwerfen, scheint das einzig mögliche Kriterium zu sein, welches benutzt werden kann.“

Verbindungen wie Kochsalz oder Kalk werden also nicht als Erze bezeichnet.
Erze weisen unterschiedliche Metallgehalte auf. Was als Reich- oder Armerz bezeichnet wird, hängt vom aktuellen Grad der Verfügbarkeit sowie dem technologischen Stand der Gewinnung und Aufbereitung ab. Beispielsweise gilt ein Zinnerz mit einem Zinnanteil von 2 % als reich, während Eisenerz erst bei über 60 % Eisengehalt als hochgradig angesehen wird.
Zum Präfix Erz- (wie etwa in erzkonservativ oder Erzbischof) besteht kein etymologischer Zusammenhang, dies leitet sich von altgriechisch archē mit der Bedeutung „Anfang“ oder „Führung“ ab.

## Erz, Gangart, Erzkonzentrat
In den meisten Fällen besteht ein Erz nicht nur aus zu verwertenden Mineralen, sondern auch aus wertlosen Gesteinen und Mineralen. Der Teil eines Erzes, der wirtschaftlich nicht wünschenswert ist und der im Bergbau nicht vermieden werden kann, wird als Gangart bezeichnet.
Die wertvollen Erzminerale werden durch Brechen, Mahlen, Flotation und andere Vorgänge, die zusammen als Erzaufbereitung bezeichnet werden, von den Gangartmineralen getrennt und zu Erzkonzentrat angereichert. Gangart ist somit nicht mit Abraum, Bergematerial oder anderem tauben Gestein zu verwechseln, das abgetragen werden muss, um an das Erz zu gelangen. Die Aufbereitungsrückstände, hauptsächlich Schlämme, werden in mit Dämmen abgetrennten Schlammteichen oder Tailings gelagert.

## Gliederung der Erzminerale nach dem Anion

### Sulfidische Erzminerale
- Chalkopyrit: CuFeS2
- Galenit: PbS
- Zinkblende: ZnS

### Oxidische Erzminerale
- Chromit: (Fe,Mg)Cr2O4
- Kassiterit: SnO2
- Magnetit: Fe3O4

### Silikatische Erzminerale
- Népouit: (Ni,Mg)6[(OH)8|Si4O10]
- Beryll: Be3Al2(SiO3)6
- Spodumen: LiAl(SiO3)2

## Gliederung der Erzminerale nach dem Metallkation

### Schwarzmetallerze: Fe, Mn, Cr, Ti, Ni, Co, W, Mo, V

#### Eisenerze
- Magnetit bzw. Magneteisenstein: Fe3O4
- Hämatit bzw. Eisenglanz: Fe2O3
- Siderit bzw. Eisenkalk: Fe[CO3]

#### Manganerze
- Pyrolusit bzw. Weichmanganerz: MnO2
- Psilomelan bzw. Hartmanganerz: (Ba,H2O)4Mn10O20

#### Chromerze
- Chromit: FeCr2O4

#### Titanerze
- Ilmenit bzw. Titaneisen: FeTiO3
- Rutil: TiO2

#### Nickelerze
- Népouit: (Ni,Mg)6[(OH)8|Si4O10]
- Pentlandit bzw. Nickelmagnetkies:(Fe,Ni)9S8

#### Kobalterze
- Skutterudit bzw. Speiskobalt: (Co,Ni)As3
- Cobaltit bzw. Kobaltglanz: CoAsS

#### Wolframerze
- Wolframit: (Fe,Mn)WO4
- Scheelit: CaWO4

#### Molybdänerze
- Molybdänit: MoS2

#### Vanadiumerze
- Vanadinit: Pb5(VO4)3Cl
- Carnotit K2(UO2)2(VO4)2·3H2O

### Buntmetallerze: Cu, Pb, Zn, Sn

#### Kupfererze
- Chalkosin bzw. Kupferglanz: Cu2S
- Chalkopyrit bzw. Kupferkies: CuFeS2

#### Bleierze
- Galenit bzw. Bleiglanz: PbS
- Cerussit bzw. Weißbleierz: PbCO3

#### Zinkerze
- Sphalerit bzw. Zinkblende: ZnS
- Smithsonit bzw. Zinkspat: ZnCO3

#### Zinnerze
- Kassiterit: SnO2
- Stannit bzw. Zinnkies: Cu2FeSnS4

### Leichtmetallerze: Al, Mg, Li, Be

#### Aluminiumerze/Bauxit
- Gibbsit: Al(OH)3
- Diaspor: AlO(OH)
- Böhmit: AlO(OH) bzw. γ-AlOOH

#### Magnesiumerze
- Magnesit: MgCO3
- Kieserit: MgSO4 * 4 H2O

#### Berylliumerze
- Beryll: Be3Al2(SiO3)6
- Phenakit: Be2SiO4

#### Lithiumerze
- Spodumen: LiAl(SiO3)2
- Zinnwaldit: K2Li4Al2(F,OH)4/Si8O20

### Edelmetallerze: Au, Ag, Pt

#### Golderze
- gediegen Gold: Au
- Calaverit: AuTe2
- Sylvanit: (AuAg)2Te4
- Maldonit: Au2Bi

#### Silbererze
- gediegen Silber: Ag
- Argentit bzw. Silberglanz: Ag2S
- Chlorargyrit: AgCl

#### Platinerze
- gediegen Platin: Pt
- Sperrylith: PtAs2

## Auswahl wichtiger Erzminerale in alphabetischer Reihenfolge
- Argentit: Ag2S
- Bauxit: Al(OH)3
- Bastnäsit (eigentlich Bastnäsit-(Ce), Bastnäsit-(La), Bastnäsit-(Y), Hydroxylbastnäsit-(Ce)): (Ce,La,Y)(CO3)F bzw. (Ce,La,Y)(CO3)(OH,F)
- Beryll: Be3Al2(SiO3)6
- Bornit: Cu5FeS4
- Chalkopyrit: CuFeS2
- Chalkosin: Cu2S
- Chromit: (Fe,Mg)Cr2O4
- Cobaltit: (Co,Fe)AsS
- Columbit-Tantalit oder Coltan: (Fe,Mn)(Nb,Ta)2O6
- Galenit: PbS
- Gold: Au
- Hämatit: Fe2O3
- Ilmenit: FeTiO3
- Kassiterit: SnO2
- Magnetit: Fe3O4
- Molybdänit: MoS2
- Monazit (eigentlich Monazit-(La), Monazit-(Ce), Monazit-(Nd) und Monazit-(Sm)): (La,Ce,Nd,Sm)[PO4]
- Pechblende: UO2
- Pentlandit:(Fe,Ni)9S8
- Scheelit: CaWO4
- Wolframit: (Fe,Mn)WO4
- Zinkblende: ZnS
- Zinnober: HgS

### Importabhängigkeit Deutschlands
Mit Stand 2022 wird in Deutschland kein Erzbergbau betrieben. Als Hauptgrund gelten die zu hohen Kosten. Deutschland verfügt nach wie vor über Erzvorkommen, die auch weiterhin erkundet und auf einen möglichen Abbau hin untersucht werden.